# Leprosenhaus (Kaufbeuren)

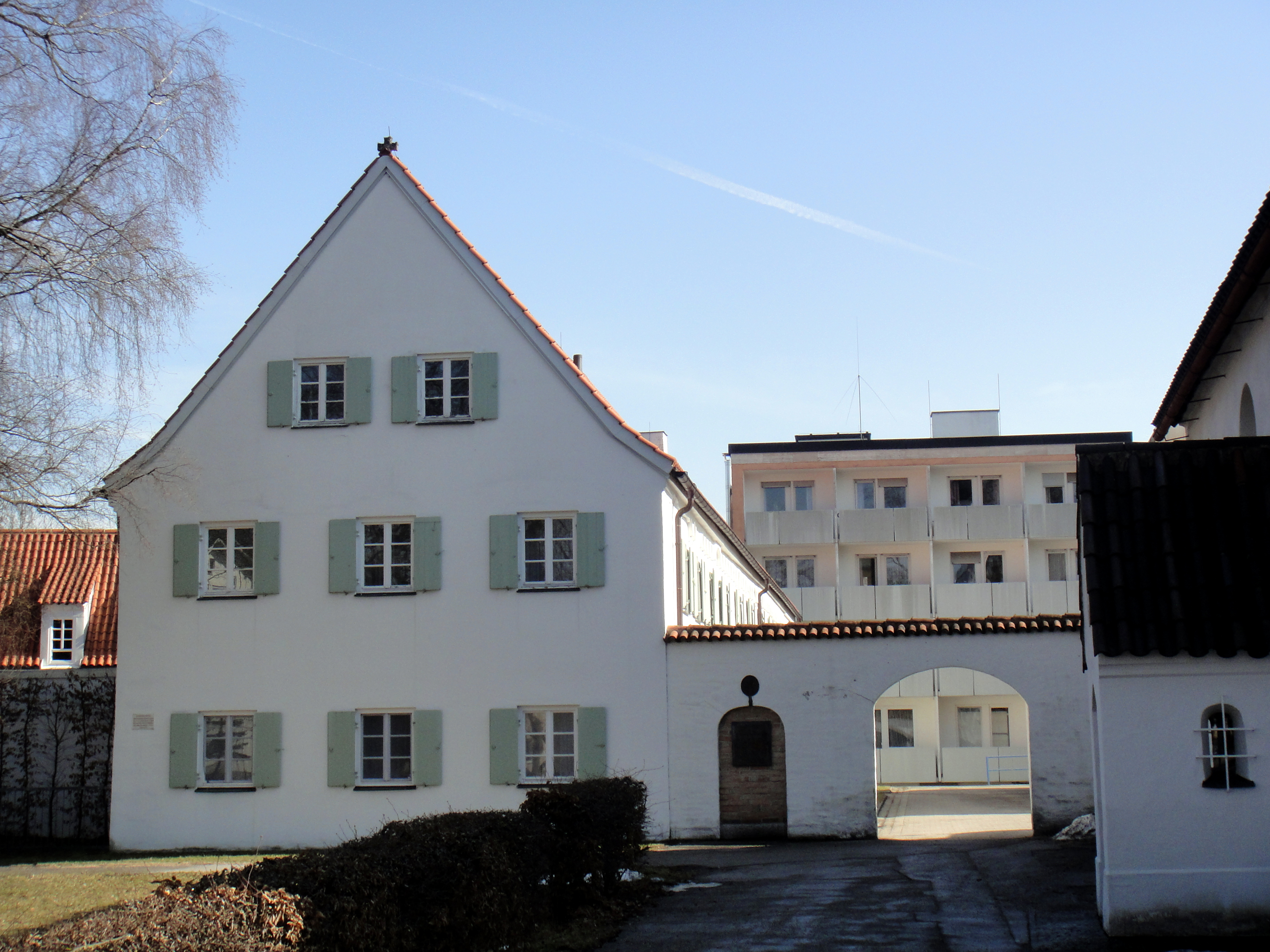
Leprosen-Siechenhaus, Kaufbeuren

Das Leprosenhaus ist ein erstmals 1306 urkundlich erwähntes Siechenhaus für Leprakranke in der Stadt Kaufbeuren. Heute dient es als Pflegeheim für demenzkranke Menschen und wird von der Hospitalstiftung zum Heiligen Geist (Kaufbeuren) betrieben.

## Baubeschrieb
Es handelt sich um einen spätmittelalterlichen, zweigeschossigen, verputzten Massivbau mit Satteldach und Rundbogenfries unter der Traufe, sowie westlicher Erweiterung aus dem 18. Jahrhundert. Das Gebäude bildet mit der dazugehörigen Spitalkirche St. Dominikus ein Ensemble am östlichen Rand der Kaufbeurer Innenstadt.

## Geschichte
Der aufkommende Nah- und Fernhandel im Mittelalter sorgte für eine steigende Mobilität erheblicher Teile der Bevölkerung. Dies trug zur Ausbreitung von Lepra, Syphilis und Infektionskrankheiten aller Art bei. Der aus dem Handel hervorgehende wachsende Reichtum des städtischen Bürgertums ermöglichte es jedoch, dass mittels Stiftungen sogenannte Leprosorien vor den Stadtmauern entstanden.
In Kaufbeuren erbauten Dominikaner 1263 in der Nähe der bereits bestehenden Kapelle ein kleines Kloster und ein Siechenhaus für die Aussätzigen zunächst aus Lehm und Holz. In ihm fanden zirka zehn Personen Aufnahme. Nach dem Weggang der Dominikaner 1330 übernahm die „Hospitalstiftung zum Heiligen Geist“ das Leprosenhaus und erbaute das heute noch bestehende spätmittelalterliche Gebäude. 
Als gegen Ende des 17. Jahrhunderts der Aussatz zurückging, wurde die Schließung des Siechenhauses erwogen. Der letzte Leprakranke an diesem Ort ist in einem Ratsprotokoll von 1775 erwähnt. Nach einer Renovierung 1827 wurde das Gebäude als Äußeres Spital von der Hospitalstiftung als Armenhaus weiter verwendet.

## Weiterführende Informationen
- Helmut Lausser (Hrsg.): Pfründner, Siechen, arme Dürftige. Quellenedition der mittelalterlichen Hospitalstiftungsurkunden. Bauer, Thalhofen 2009, ISBN 978-3-934509-71-9.